# Miguel Renó
Miguel Renó (Quilmes, Buenos Aires, Argentina, 7 de octubre de 1982) es un futbolista argentino. Se desempeña como delantero y su equipo actual es el Dovo Veenendaal de Holanda. 

## Trayectoria
Se forja como futbolista (luego de un breve paso por las divisiones menores de Argentino de Quilmes) en el fútbol de ascenso italiano, precisamente en el AC Martina Franca, donde arribaría en el año 2000.
Posteriormente pasaría por el ASD Mogliano de Italia y el CF Vilafranca de España, hasta arribar al actual Dovo Veenendaal de Holanda.
Llega a tener diversos ex-futbolistas de elite como entrenadores, como por ejemplo Mario Alberto Kempes (Goleador de la Copa Mundial de Fútbol de 1978) y Rob McDonald (ex-PSV Eindhoven y Newcastle United), los cuales influyen en su crecimiento deportivo.
Renó representa además la larga camada de futbolistas argentinos exiliados en el exterior debido a la frágil situación económica de su país y su falta de oportunidades para con los jóvenes.
Y aunque pocos de ellos logran el éxito, como por ejemplo David Trezeguet o Mauro Camoranesi, Renó fue sondeado en 2008 por el Feyenoord de Róterdam y el Willem II de Eredivisie.

## Clubes
| Club              | País      | Año           |
| ----------------- | --------- | ------------- |
| AC Martina Franca | Italia    | 2000-2001     |
| ASD Mogliano      | Italia    | 2001-2002     |
| CF Vilafranca     | España    | 2002-2006     |
| FC PoPa           | Finlandia | 2006          |
| Dovo Veenendaal   | Holanda   | 2006-presente |

## Palmarés

### Campeonatos nacionales
| Título               | Club              | País    | Año  |
| -------------------- | ----------------- | ------- | ---- |
| Campeón Serie D      | AC Martina Franca | Italia  | 2001 |
| Campeón Eerste Klass | Dovo Veenendaal   | Holanda | 2006 |

### Distinciones individuales
| Distinción                              | Año  |
| --------------------------------------- | ---- |
| Máximo goleador de Serie D de Italia    | 2002 |
| Máximo goleador Eerste Klass de Holanda | 2006 |